# San Antonio los Milagros
San Antonio los Milagros är en ort i Mexiko.   Den ligger i kommunen Tapachula och delstaten Chiapas, i den sydöstra delen av landet, 900 km sydost om huvudstaden Mexico City. San Antonio los Milagros ligger 119 meter över havet och antalet invånare är 205.
Terrängen runt San Antonio los Milagros är lite kuperad. Runt San Antonio los Milagros är det ganska tätbefolkat, med 239 invånare per kvadratkilometer. Närmaste större samhälle är Tapachula, 4,3 km nordost om San Antonio los Milagros. Trakten runt San Antonio los Milagros består till största delen av jordbruksmark.